# That's Christmas to Me
That's Christmas to Me är ett julalbum från 2014 av Pentatonix. Det släpptes den 21 oktober 2014 på skivmärket RCA Records.

## Låtlista
| Nr           | Titel                                      | Längd |
| ------------ | ------------------------------------------ | ----- |
| 1.           | Hark! The Herald Angels Sing               | 3:12  |
| 2.           | White Winter Hymnal                        | 2:47  |
| 3.           | Sleigh Ride                                | 2:16  |
| 4.           | Winter Wonderland / Don't Worry Be Happy   | 3:27  |
| 5.           | That's Christmas to Me                     | 3:00  |
| 6.           | Mary, Did You Know?                        | 3:23  |
| 7.           | Dance of the Sugar Plum Fairy              | 2:06  |
| 8.           | It's the Most Wonderful Time of the Year   | 3:05  |
| 9.           | Santa Claus is Coming to Town              | 2:24  |
| 10.          | Silent Night (Stille Nacht, heilige Nacht) | 3:13  |
| 11.          | Let It Go                                  | 3:26  |
| Total längd: | Total längd:                               | 32:19 |

### Fotnoter
1. ↑  ”That's Christmas to Me – Pentatonix – Songs, Reviews, Credits, Awards - AllMusic”. Allmusic. 28 februari 2014. http://www.allmusic.com/album/thats-christmas-to-me-mw0002745911. Läst 13 december 2014.